# Edvance
Créée le 30 mai 2017, Edvance est une société détenue à 80 % par EDF et à 20 % par Framatome et ses activités s’intègrent dans celles de la Direction Ingénierie et Supply chain. Elle regroupe environ 4 000 personnes, est implantée en France (région parisienne, Lyon, Flamanville), en Angleterre et en Allemagne.  
Cette co-entreprise est l’EP (Engineering, Procurement) de l’îlot nucléaire des projets nouveau nucléaire du groupe EDF.  Elle contribue aux projets de Flamanville 3, EPR2, NUWARD (en France), Hinkley Point C et Sizewell C (en Grande-Bretagne) et Jaitapur (en Inde). 

## Activités
Edvance, créée le 30 mai 2017, a vocation à prendre en charge les activités d'ingénierie dans le domaine de l’îlot nucléaire neuf et du contrôle-commande auparavant réparties entre différents centres d'ingénierie d'EDF et de Framatome. 
Cette filiale commune est notamment impliquée dans les projets de Flamanville 3, EPR2, NUWARD (en France), Hinkley Point C et Sizewell C (en Grande-Bretagne) et Jaitapur (en Inde).

## Organisation
Edvance est détenue à 80 % par EDF et 20 % par Framatome, ce qui selon la société « conforte le rôle d'EDF en tant que chef de file de la filière nucléaire française », tandis que Framatome intervient sur son cœur de métier : concevoir et réaliser la chaudière nucléaire, ainsi que le circuit primaire, les équipements, le contrôle commande de sûreté et l'instrumentation nucléaire.

## Présence dans le monde

### Région parisienne
Edvance compte deux sites à Montrouge qui rassemblent l'ensemble des disciplines de l'ingénierie nucléaire. Ces équipes sont mobilisées sur différents projets tels que Flamanville 3, Jaitapur, Hinkley Point C et Sizewell C.

### Lyon
Edvance est implantée à Lyon depuis début 2021. Les équipes travaillent essentiellement sur le projet EPR2.

### Flamanville
Les équipes basées sur le site de la centrale de Flamanville sont au plus près du chantier notamment pour travailler sur la mise en service de Flamanville 3, le génie civil, l'aménagement, la mécanique, l'électricité, la sécurité et le soutien aux opérations.

### Bristol
Depuis le 1er septembre 2023, Edvance a sa propre filiale, EDF EPR Engineering UK. C'est un regroupement des équipes Edvance et CNEPE basées au Royaume-Uni dans une seule et même entité pour renforcer leur agilité. Cette filiale permet d'optimiser le pilotage de la réplication d’une construction d’une paire d’EPR à Sizewell, centrale nucléaire située dans le Suffolk (Angleterre), tout en assurant le support en proximité nécessaire à la construction et à la mise en service des deux EPR à Hinkley Point.

### Erlangen
Les équipes d'Erlangen sont spécialisées dans l'agencement, les systèmes et les équipements et interviennent particulièrement sur les projets Hinkley Point C et EPR2.